# Lunas (Hérault)
Pour les articles homonymes, voir Lunas.
Lunas [ly.nas], en occitan Lunaç [ly.'nas], est une ancienne commune française située dans le nord du département de l'Hérault en région Occitanie. Ses habitants sont appelés les Lunassiens.
Exposée à un climat méditerranéen, elle est drainée par l'Orb, le Graveson, l'Aubaygues, le ruisseau d'Arnoye, le ruisseau de Nize, le ruisseau de Sourlan, le ruisseau de Vasplongues, le ruisseau de Veyrières et par divers autres petits cours d'eau. Incluse dans le parc naturel régional du Haut-Languedoc, la commune possède un patrimoine naturel remarquable composé de deux zones naturelles d'intérêt écologique, faunistique et floristique.
Lunas est une commune rurale qui compte 672 habitants en 2022, après avoir connu un pic de population de 1 504 habitants en 1841. Elle fait partie de l'aire d'attraction de Bédarieux. Ses habitants sont appelés les Lunassiens ou  Lunassiennes.
Le 1er janvier 2025, elle fusionne avec Dio-et-Valquières pour former Lunas-les-Châteaux.

## Géographie

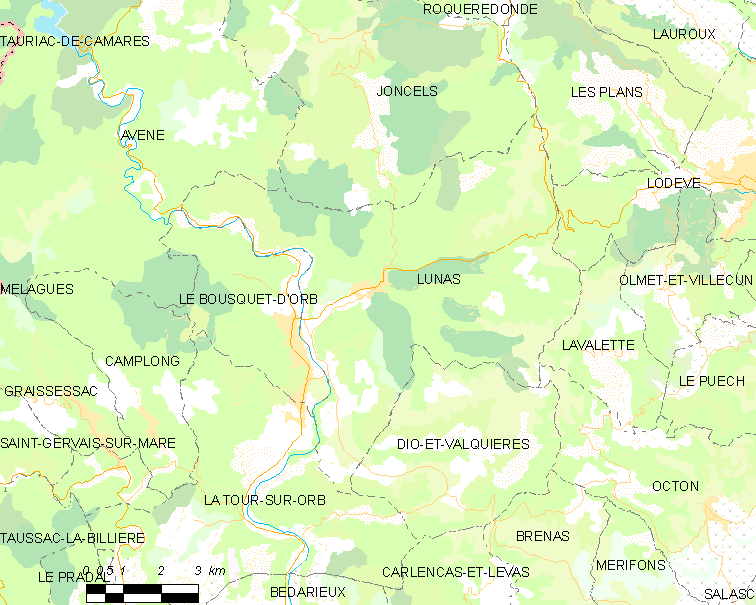
Carte du territoire communal.

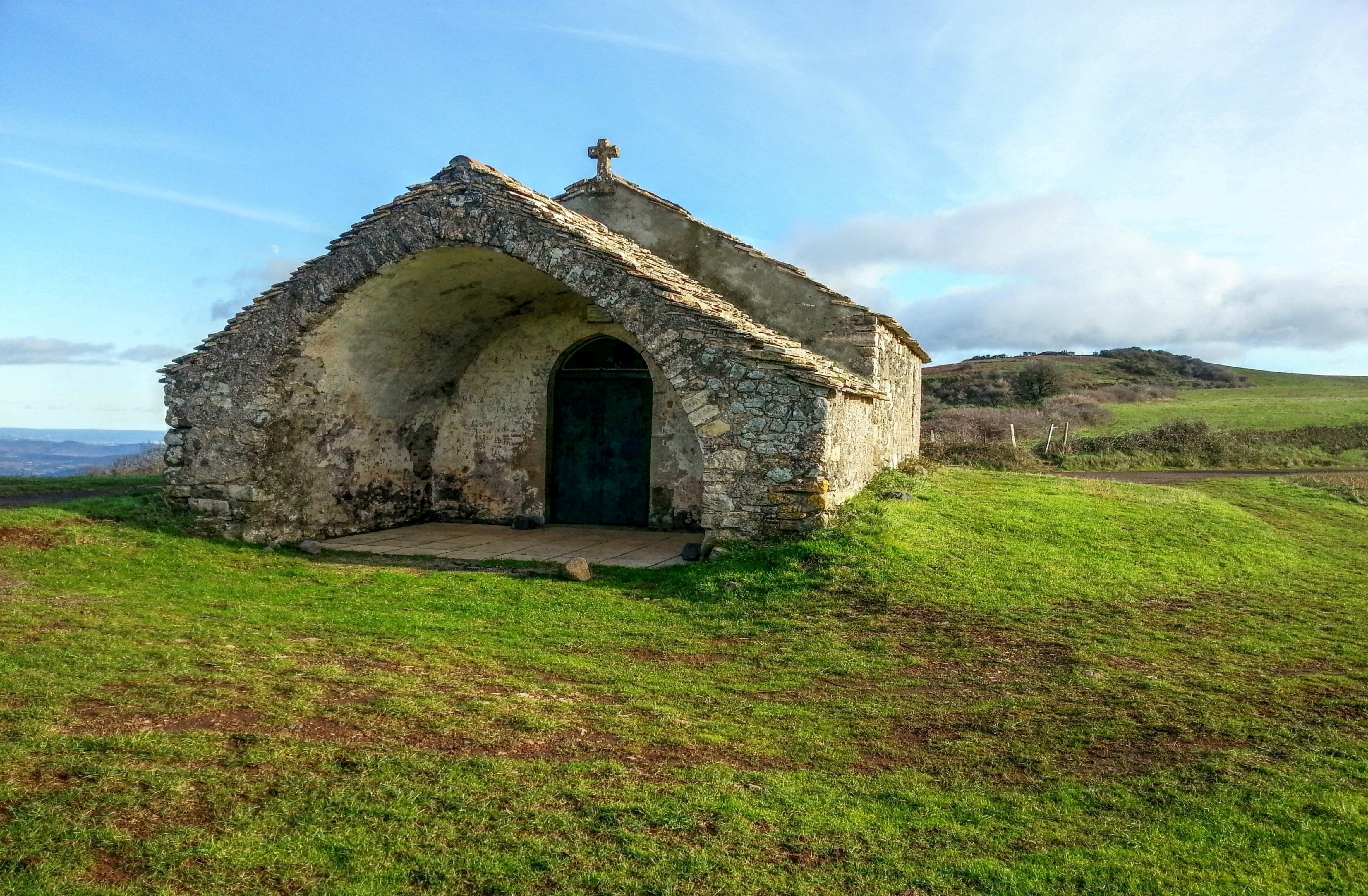
Chapelle Saint Amans à Lunas.

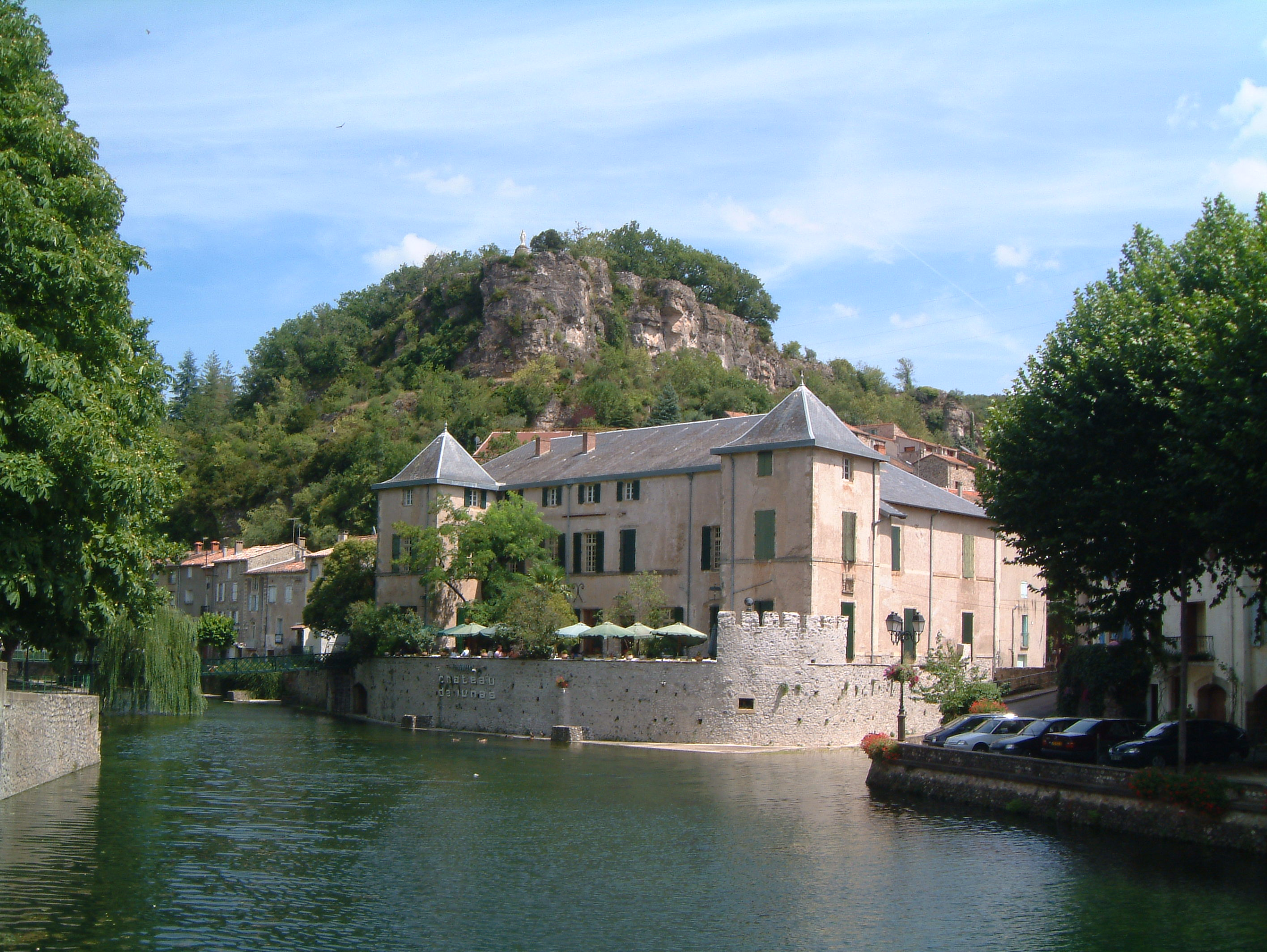
Château de Lunas.

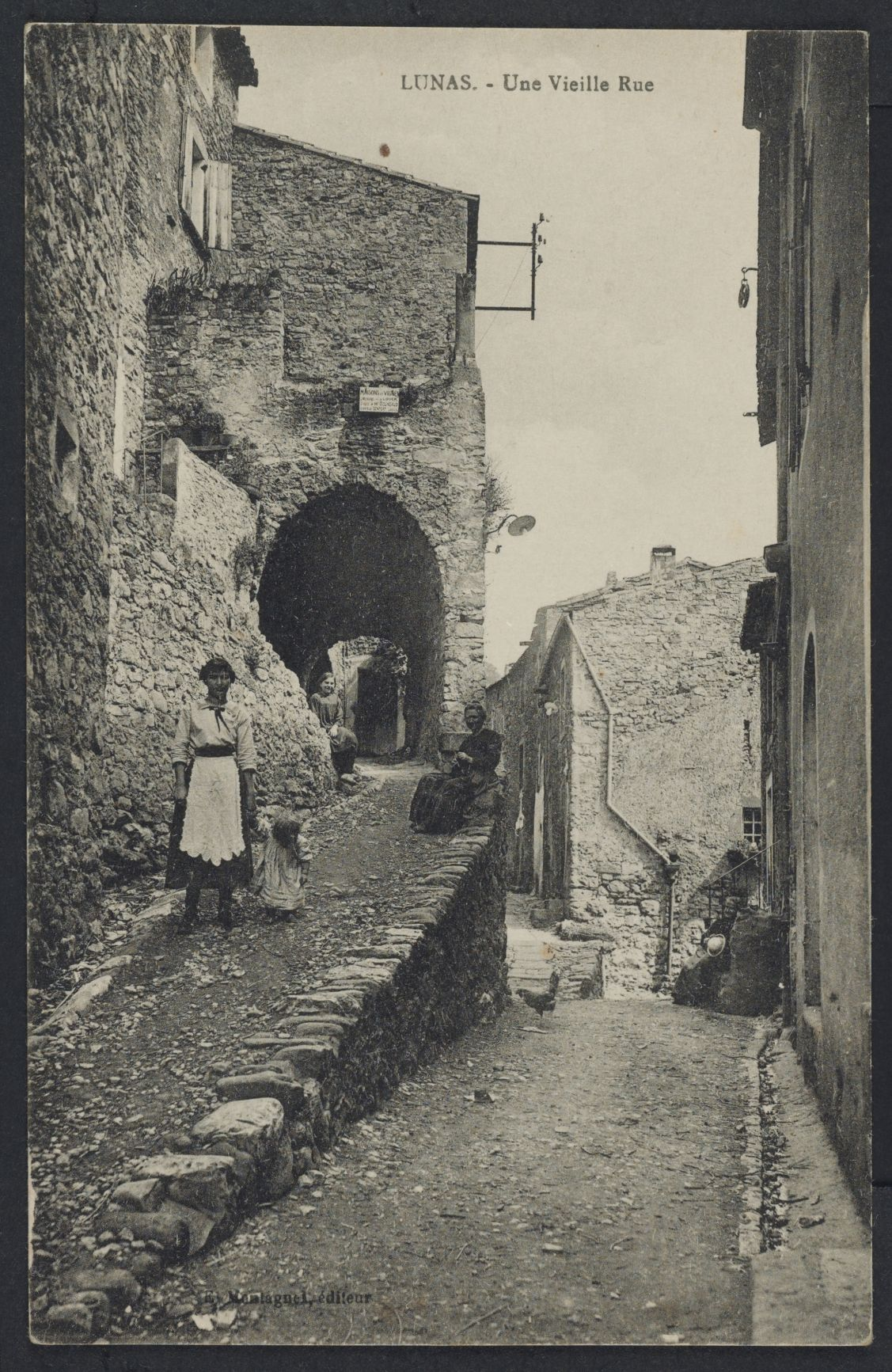
Carte postale d'une rue du village.

Situé à mi-chemin entre Bédarieux et Lodève, Lunas est niché au confluent du Gravezon, du Nize et du Dourdou.

### Communes limitrophes
| Avène             | Joncels           | Les Plans         |
| Le Bousquet-d'Orb | Lunas             | Lodève, Lavalette |
| La Tour-sur-Orb   | Dio-et-Valquières | Octon             |

### Hameaux et fermes
- Bernagues ;
- Briandes ;
- Caisso ;
- Caunas ;
- Dournié (la) ;
- Gours ;
- Lagras ;
- Laval de Nize ;
- Pascals (les) ;
- Pont d'Orb (le) ;
- Sérièys ;
- Serres ;
- Sourlan le bas ;
- Taillevent ;
- Vasplongues le bas ;
- Vasplongues le haut.

### Voies de communication et transports

#### Voies de communications
La commune est traversée par la Départementale D8 et D35.

#### Transports en commun
Lunas est desservie par la ligne ligne de Béziers à Neussargues du réseau TER Occitanie via la Gare de Lunas.

### Climat
Pour des articles plus généraux, voir Climat de l'Occitanie et Climat de l'Hérault.
En 2010, le climat de la commune est de type climat méditerranéen altéré, selon une étude s'appuyant sur une série de données couvrant la période 1971-2000. En 2020, Météo-France publie une typologie des climats de la France métropolitaine dans laquelle la commune est exposée à un climat méditerranéen et est dans la région climatique Provence, Languedoc-Roussillon, caractérisée par une pluviométrie faible en été, un très bon ensoleillement (2 600 h/an), un été chaud (21,5 °C), un air très sec en été, sec en toutes saisons, des vents forts (fréquence de 40 à 50 % de vents > 5 m/s) et peu de brouillards.
Pour la période 1971-2000, la température annuelle moyenne est de 13 °C, avec une amplitude thermique annuelle de 15,9 °C. Le cumul annuel moyen de précipitations est de 1 041 mm, avec 8,6 jours de précipitations en janvier et 3,2 jours en juillet. Pour la période 1991-2020, la température moyenne annuelle observée sur la station météorologique la plus proche, située sur la commune des Plans à 8 km à vol d'oiseau, est de 10,4 °C et le cumul annuel moyen de précipitations est de 1 540,9 mm,. Pour l'avenir, les paramètres climatiques de la commune estimés pour 2050 selon différents scénarios d'émission de gaz à effet de serre sont consultables sur un site dédié publié par Météo-France en novembre 2022.

### Milieux naturels et biodiversité

#### Espaces protégés
La protection réglementaire est le mode d’intervention le plus fort pour préserver des espaces naturels remarquables et leur biodiversité associée,.
Un  espace protégé est présent sur la commune : 
le parc naturel régional du Haut-Languedoc, créé en 1973 et d'une superficie de 307 184 ha, qui s'étend sur 118 communes et deux départements. Implanté de part et d’autre de la ligne de partage des eaux entre Océan Atlantique et mer Méditerranée, ce territoire est un véritable balcon dominant les plaines viticoles du Languedoc et les étendues céréalières du Lauragais,.

#### Zones naturelles d'intérêt écologique, faunistique et floristique

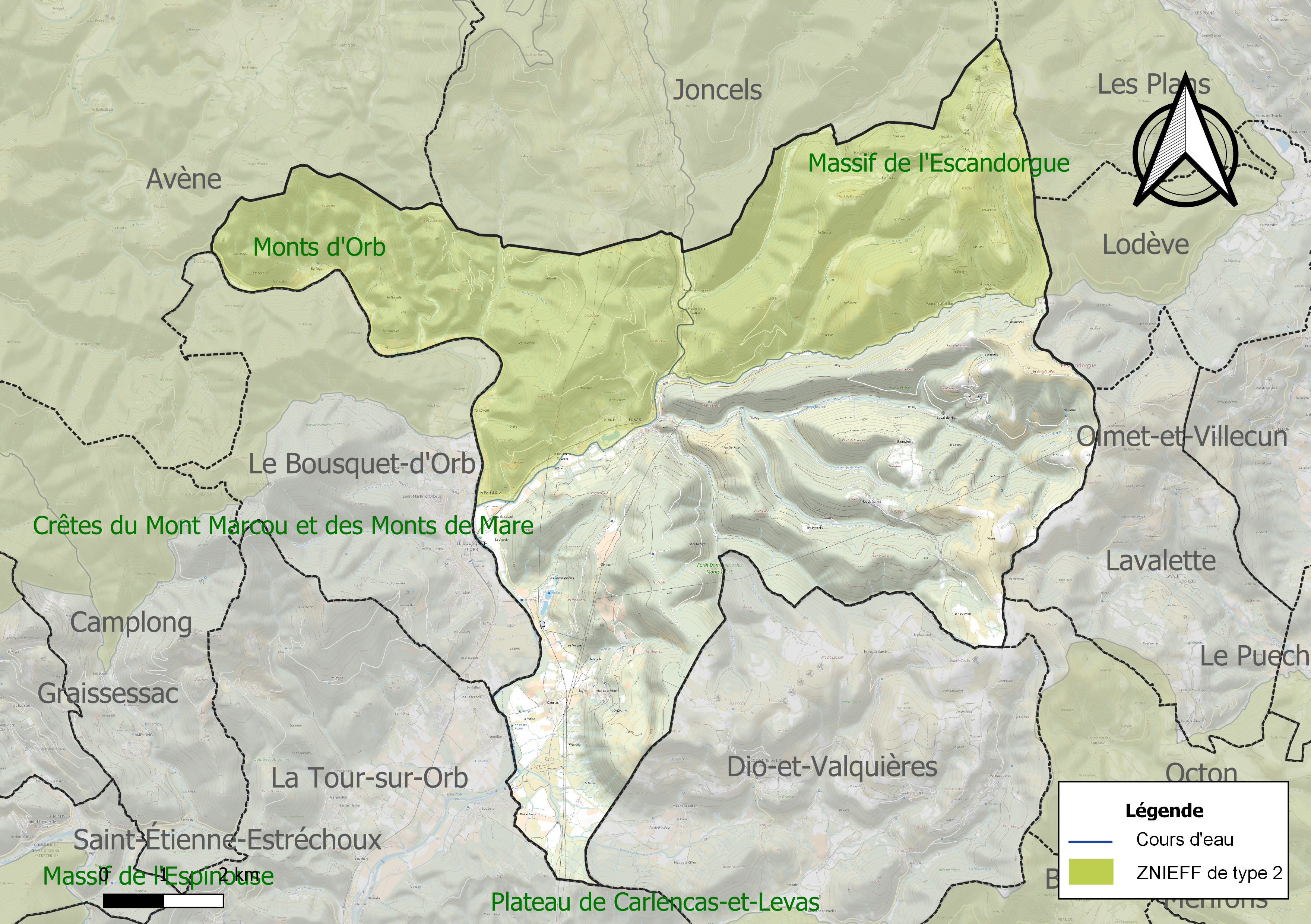
Carte des ZNIEFF de type 2 localisées sur la commune.

L’inventaire des zones naturelles d'intérêt écologique, faunistique et floristique (ZNIEFF) a pour objectif de réaliser une couverture des zones les plus intéressantes sur le plan écologique, essentiellement dans la perspective d’améliorer la connaissance du patrimoine naturel national et de fournir aux différents décideurs un outil d’aide à la prise en compte de l’environnement dans l’aménagement du territoire.
Deux ZNIEFF de type 2 sont recensées sur la commune :
- le « massif de l'Escandorgue » (7 245 ha), couvrant 7 communes du département[14] ;
- les « Monts d'Orb » (13 437 ha), couvrant 6 communes du département[15].

## Urbanisme

### Typologie
Au 1er janvier 2024, Lunas est catégorisée commune rurale à habitat dispersé, selon la nouvelle grille communale de densité à sept niveaux définie par l'Insee en 2022.
Elle est située hors unité urbaine. Par ailleurs la commune fait partie de l'aire d'attraction de Bédarieux, dont elle est une commune de la couronne,. Cette aire, qui regroupe 26 communes, est catégorisée dans les aires de moins de 50 000 habitants,.

### Occupation des sols
L'occupation des sols de la commune, telle qu'elle ressort de la base de données européenne d’occupation biophysique des sols Corine Land Cover (CLC), est marquée par l'importance des forêts et milieux semi-naturels (87,4 % en 2018), en diminution par rapport à 1990 (88,3 %). La répartition détaillée en 2018 est la suivante : forêts (57,4 %), milieux à végétation arbustive et/ou herbacée (30 %), zones agricoles hétérogènes (11,4 %), zones urbanisées (0,8 %) et prairies (0,4 %). L'évolution de l’occupation des sols de la commune et de ses infrastructures peut être observée sur les différentes représentations cartographiques du territoire : la carte de Cassini (XVIIIe siècle), la carte d'état-major (1820-1866) et les cartes ou photos aériennes de l'IGN pour la période actuelle (1950 à aujourd'hui).

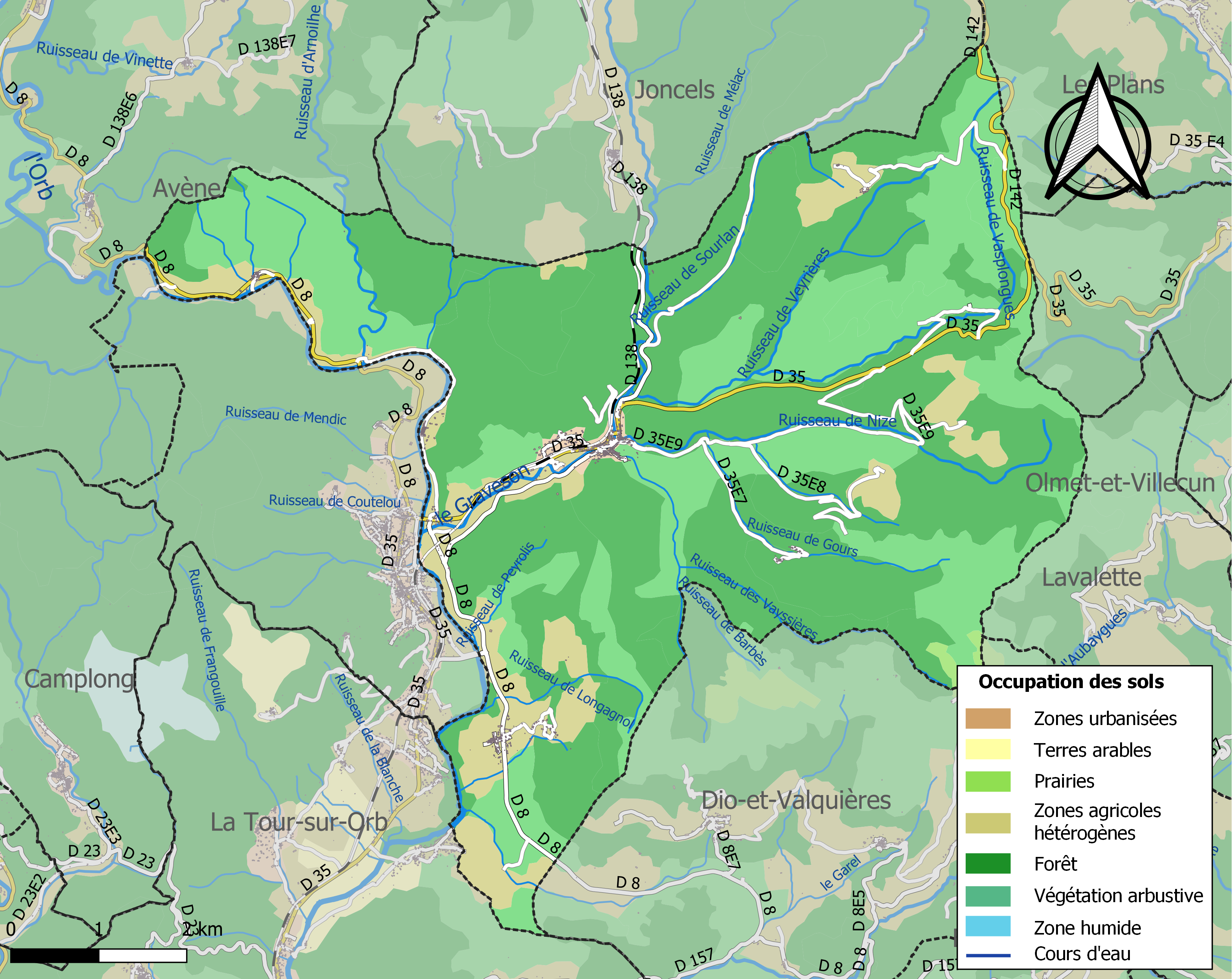
Carte des infrastructures et de l'occupation des sols de la commune en 2018 (CLC).

### Risques majeurs
Le territoire de la commune de Lunas est vulnérable à différents aléas naturels : météorologiques (tempête, orage, neige, grand froid, canicule ou sécheresse), inondations, feux de forêts, mouvements de terrains et séisme (sismicité très faible). Il est également exposé à un risque technologique, la rupture d'un barrage, et à deux risques particuliers : le risque minier et le risque de radon. Un site publié par le BRGM permet d'évaluer simplement et rapidement les risques d'un bien localisé soit par son adresse soit par le numéro de sa parcelle.

#### Risques naturels
Certaines parties du territoire communal sont susceptibles d’être affectées par le risque d’inondation par débordement de cours d'eau, notamment l'Orb et le Graveson. La commune a été reconnue en état de catastrophe naturelle au titre des dommages causés par les inondations et coulées de boue survenues en 1982, 1992, 1995, 1996, 1997, 2014, 2015 et 2019,.
Lunas est exposée au risque de feu de forêt. Un plan départemental de protection des forêts contre les incendies (PDPFCI) a été approuvé en juin 2013 et court jusqu'en 2022, où il doit être renouvelé[Passage à actualiser]. Les mesures individuelles de prévention contre les incendies sont précisées par deux arrêtés préfectoraux et s’appliquent dans les zones exposées aux incendies de forêt et à moins de 200 mètres de celles-ci. L’arrêté du 25 avril 2002 réglemente l'emploi du feu en interdisant notamment d’apporter du feu, de fumer et de jeter des mégots de cigarette dans les espaces sensibles et sur les voies qui les traversent sous peine de sanctions. L'arrêté du 11 mars 2013 rend le débroussaillement obligatoire, incombant au propriétaire ou ayant droit,.

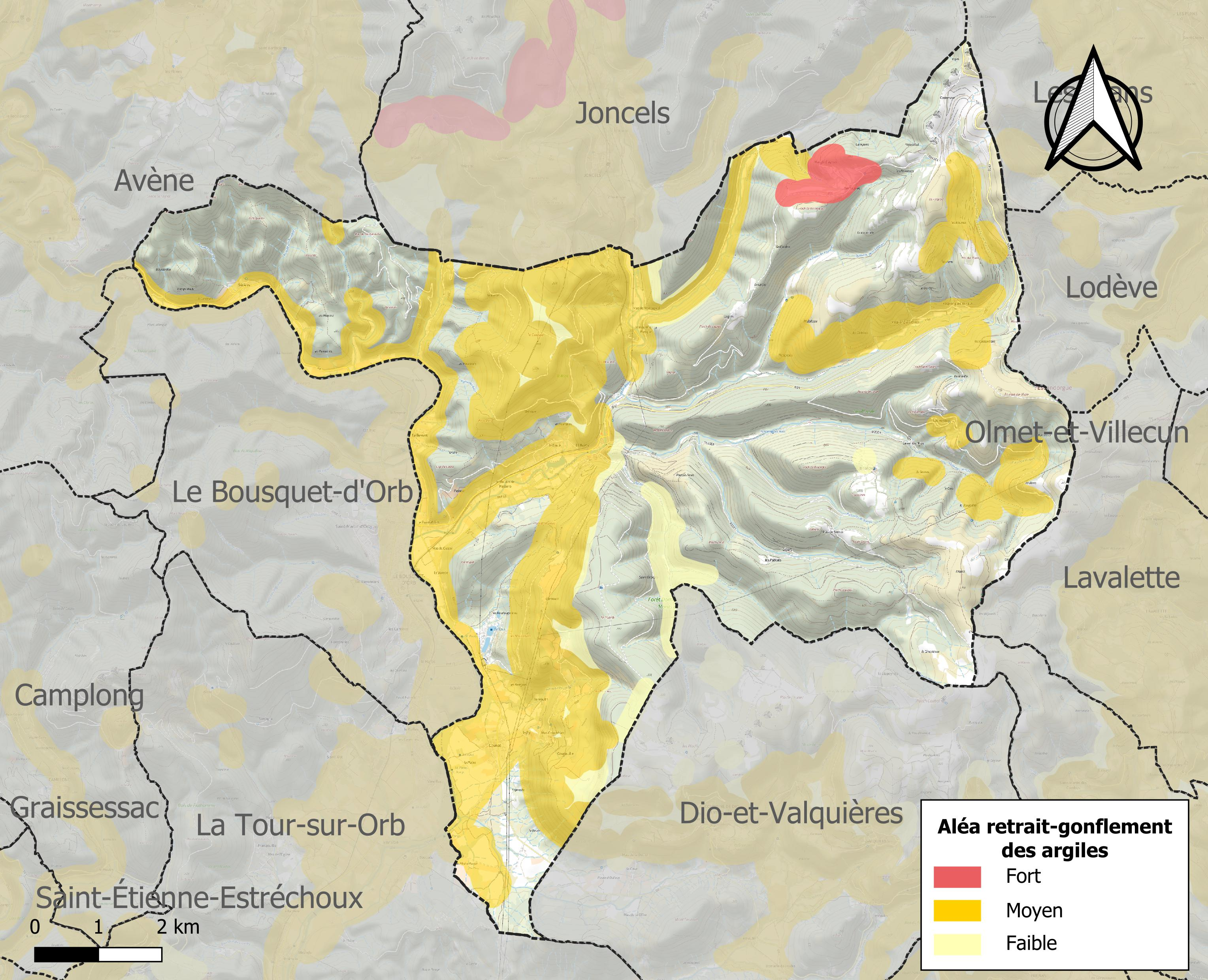
Carte des zones d'aléa retrait-gonflement des sols argileux de Lunas.

La commune est vulnérable au risque de mouvements de terrains constitué principalement du retrait-gonflement des sols argileux. Cet aléa est susceptible d'engendrer des dommages importants aux bâtiments en cas d’alternance de périodes de sécheresse et de pluie. 35,1 % de la superficie communale est en aléa moyen ou fort (59,3 % au niveau départemental et 48,5 % au niveau national). Sur les 494 bâtiments dénombrés sur la commune en 2019, 427 sont en aléa moyen ou fort, soit 86 %, à comparer aux 85 % au niveau départemental et 54 % au niveau national. Une cartographie de l'exposition du territoire national au retrait gonflement des sols argileux est disponible sur le site du BRGM,.
Par ailleurs, afin de mieux appréhender le risque d’affaissement de terrain, l'inventaire national des cavités souterraines permet de localiser celles situées sur la commune.

#### Risques technologiques
La commune est en outre située en aval du Barrage des monts d'Orb, un ouvrage de classe A sur l'Orb, mis en service en 1961 et disposant d'une retenue de 30,6 millions de mètres cubes. À ce titre elle est susceptible d’être touchée par l’onde de submersion consécutive à la rupture de cet ouvrage.

#### Risque particulier
L’étude Scanning de Géodéris réalisée en 2008 a établi pour le département de l’Hérault une identification rapide des zones de risques miniers liés à l’instabilité des terrains. Elle a été complétée en 2015 par une étude approfondie sur les anciennes exploitations minières du bassin houiller de Graissessac et du district polymétallique de Villecelle. La commune est ainsi concernée par le risque minier, principalement lié à l’évolution des cavités souterraines laissées à l’abandon et sans entretien après l’exploitation des mines.
Dans plusieurs parties du territoire national, le radon, accumulé dans certains logements ou autres locaux, peut constituer une source significative d’exposition de la population aux rayonnements ionisants. Certaines communes du département sont concernées par le risque radon à un niveau plus ou moins élevé. Selon la classification de 2018, la commune de Lunas est classée en zone 3, à savoir zone à potentiel radon significatif.

## Histoire

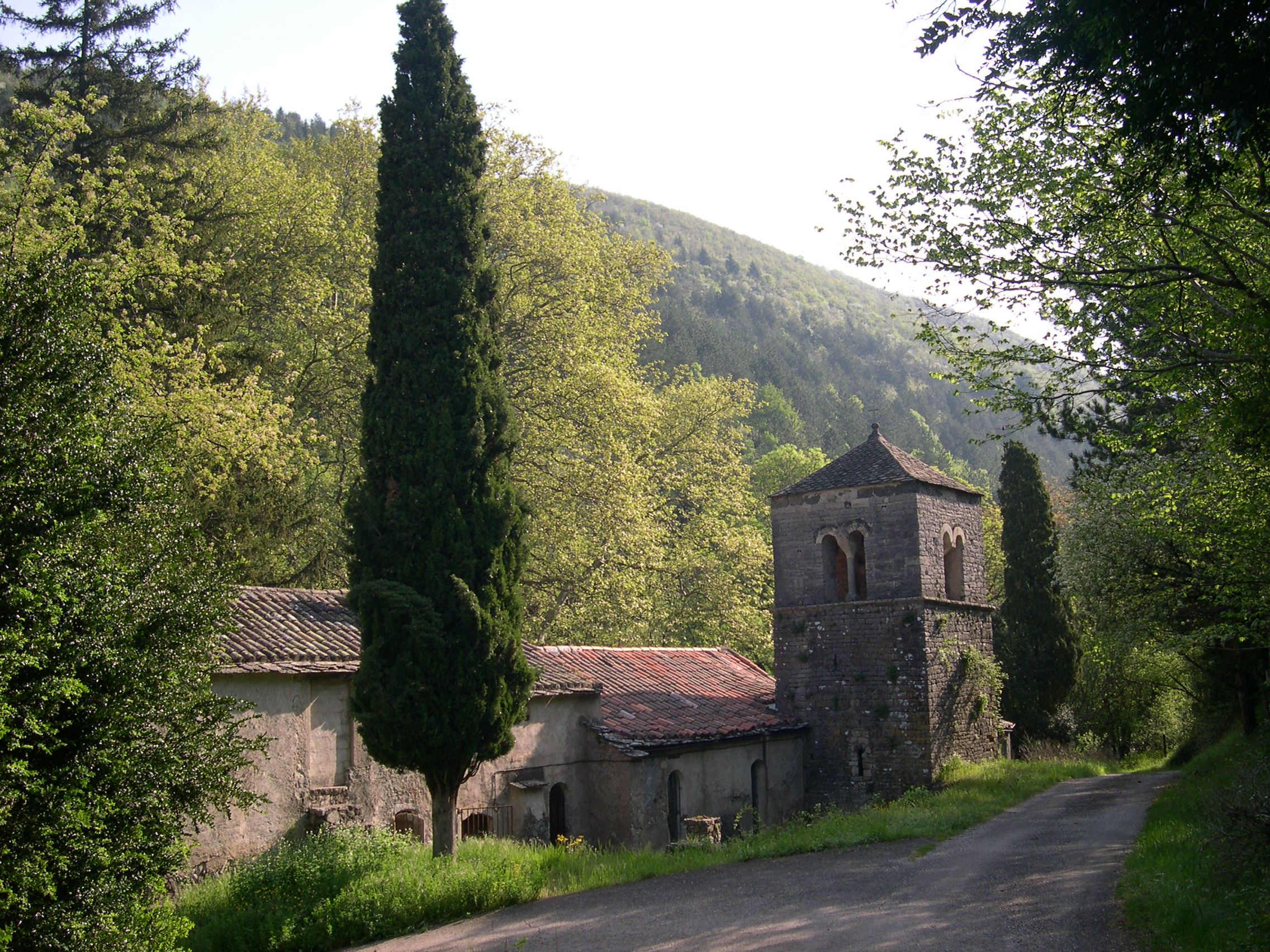
Chapelle Notre-Dame-de-Nize.

L’histoire du village remonte à la voie romaine qui reliait le bas Languedoc au Rouergue empruntant le col de Pétafy, et trouvant sur son tracé quelques points d’importance tels Faugères, Boussagues et Lunas. Succédant sûrement à un oppidum gallo romain « villa Launates » est mentionné dès 804-806 dans une charte de l’abbaye de Gellone.
Au Moyen Âge, Lunas était dominé par le château de Redondel (1118). Ce château fut rasé en 1627 sur ordre de Montmorency.
En 1761, la communauté de Lunas avait pour dépendances le château de Cazilhac, Bousquet, Mazade, La Seguinarie, Cazilhac, Tailleven, Servis, d'Arragues, Vasplongues, Ladorne, Briandes, Serres et Gours.
Sous l'Ancien Régime, il existait quatre paroisses : Saint-Pancrace à Lunas, Saint-Saturnin à Caunas, prieuré-cure de Notre-Dame-de-Nize et Saint-Martin-de-Clémensan (pour cette dernière paroisse, voir Le Bousquet-d'Orb).
En 1790, Saint-Martin-de-Clémensan est rattachée à Boussagues, puis en l'an II, à Camplong.
En l'an II, Caunas et Notre-Dame-de-Nize sont intégrées à la commune de Lunas.
En 1844, les hameaux de Cazilhac et de la Seguinarie sont rattachés à la commune de Saint-Martin-d'Orb nouvellement créée à partir d'une section de la commune de Camplong (Bulletin des Lois, 1844, XXVIII-480).

### Héraldique
|  | Les armoiries de Lunas se blasonnent ainsi : « De sinople, au pairle losangé d'or et de gueules ». |

## Politique et administration
| Période      | Période      | Identité                       | Étiquette | Qualité                                             |
| ------------ | ------------ | ------------------------------ | --------- | --------------------------------------------------- |
| 1790         | 1792         | Pierre Blayes                  |           |                                                     |
| 1792         | 1794         | Bernard Ciffre                 |           |                                                     |
| 1794         | 1795         | Jean-Marie Rocayrol            |           |                                                     |
| 1795         | 1815         | Alexis Boulouys                |           |                                                     |
| 1815         | 1823         | Gabriel Crouzat                |           |                                                     |
| 1823         | 1827         | Jean-Baptiste Gras (fils)      |           |                                                     |
| 1827         | 1831         | Bernard Ciffre (fils)          |           |                                                     |
| 1831         | 1837         | Jacques Benoit                 |           |                                                     |
| 1837         | 1838         | Pierre Lugagne                 |           | adjoint, fait fonction de maire                     |
| 1838         | 1839         | Honoré Nouguier                |           |                                                     |
| 1839         | 1841         | Pierre Lamouroux               |           |                                                     |
| 1841         | 1843         | Napoléon Montagnol de Cazilhac |           |                                                     |
| 1843         | 1847         | Louis Fourestier               |           |                                                     |
| 1847         | 1870         | Eugène Casimir Boulouys        |           |                                                     |
| 1870         | 1871         | Pierre Congras                 |           |                                                     |
| 1871         | 1875         | Théodore Cussol                |           |                                                     |
| 1875         | 1881         | Thomas Boulouys                |           |                                                     |
| 1881         | 1884         | Félix Resseguier               |           |                                                     |
| 1884         | 1890         | André Malane                   |           |                                                     |
| 1890         | 1892         | Gratien Boulouys               |           |                                                     |
| 1892         | 1893         | Félix Resseguier               |           |                                                     |
| 1893         | 1898         | Mathieu Ciffre                 |           |                                                     |
| 1898         | 1904         | Félix Resseguier               |           |                                                     |
| 1904         | 1905         | Joseph Prax                    |           |                                                     |
| 1905         | 1908         | Elie Darde                     |           |                                                     |
| 1908         | 1912         | Alcide Gauffre                 |           |                                                     |
| 1912         | 1919         | Elie Darde                     |           |                                                     |
| 1919         | 1921         | Fernand Martin                 |           |                                                     |
| 1921         | 1932         | Alcide Gauffre                 |           |                                                     |
| 1932         | 1945         | Dieudonné Cros                 |           |                                                     |
| 1945         | 1947         | Roger Montagnol                |           |                                                     |
| 1947         | octobre 1969 | Théophile Maurel               |           |                                                     |
| octobre 1969 | janvier 1999 | Mathieu Ciffre                 | SFIO-PS   | Conseiller général (1976-1999)                      |
| mars 1999    | octobre 2010 | Henri Miquel                   | DVG       |                                                     |
| octobre 2010 | en cours     | Aurélien Manenc                | PS        | Fonctionnaire au conseil départemental de l'Hérault |

Depuis 2017, le préfet de l'Hérault a modifié l'appartenance aux arrondissements dans le cadre de l'application d'un schéma départemental de coopération intercommunale pour éviter que les communes d’une même intercommunalité soient sur deux arrondissements et ainsi d'être gérées auprès de leurs sous-préfectures respectives. La commune de Lunas faisant partie de la communauté de communes du Grand Orb, quitte l’arrondissement de Lodève et rejoint celui de Béziers,.

## Démographie
L'évolution du nombre d'habitants est connue à travers les recensements de la population effectués dans la commune depuis 1793. Pour les communes de moins de 10 000 habitants, une enquête de recensement portant sur toute la population est réalisée tous les cinq ans, les populations de référence des années intermédiaires étant quant à elles estimées par interpolation ou extrapolation. Pour la commune, le premier recensement exhaustif entrant dans le cadre du nouveau dispositif a été réalisé en 2006.

En 2022, la commune comptait 672 habitants, en évolution de +0,45 % par rapport à 2016 (Hérault : +7,49 %, France hors Mayotte : +2,11 %).
| 1793 | 1800 | 1806  | 1821  | 1831  | 1836  | 1841  | 1846  | 1851  |
| ---- | ---- | ----- | ----- | ----- | ----- | ----- | ----- | ----- |
| 938  | 868  | 1 191 | 1 365 | 1 493 | 1 498 | 1 504 | 1 420 | 1 474 |

| 1856  | 1861  | 1866  | 1872  | 1876  | 1881  | 1886  | 1891  | 1896  |
| ----- | ----- | ----- | ----- | ----- | ----- | ----- | ----- | ----- |
| 1 474 | 1 407 | 1 303 | 1 356 | 1 330 | 1 283 | 1 227 | 1 186 | 1 137 |

| 1901  | 1906  | 1911  | 1921  | 1926  | 1931  | 1936  | 1946  | 1954  |
| ----- | ----- | ----- | ----- | ----- | ----- | ----- | ----- | ----- |
| 1 149 | 1 134 | 1 111 | 1 089 | 1 190 | 1 185 | 1 106 | 1 049 | 1 066 |

| 1962 | 1968 | 1975 | 1982 | 1990 | 1999 | 2006 | 2011 | 2016 |
| ---- | ---- | ---- | ---- | ---- | ---- | ---- | ---- | ---- |
| 858  | 670  | 609  | 604  | 591  | 638  | 647  | 651  | 669  |

| 2021 | 2022 | - | - | - | - | - | - | - |
| ---- | ---- | - | - | - | - | - | - | - |
| 670  | 672  | - | - | - | - | - | - | - |

## Économie

### Revenus
En 2018, la commune compte 311 ménages fiscaux, regroupant 627 personnes. La médiane du revenu disponible par unité de consommation est de 20 110 € (20 330 € dans le département).

### Emploi
|                | 2008   | 2013   | 2018  |
| -------------- | ------ | ------ | ----- |
| Commune        | 14,1 % | 8,2 %  | 7,8 % |
| Département    | 10,1 % | 11,9 % | 12 %  |
| France entière | 8,3 %  | 10 %   | 10 %  |

En 2018, la population âgée de 15 à 64 ans s'élève à 380 personnes, parmi lesquelles on compte 64,9 % d'actifs (57,1 % ayant un emploi et 7,8 % de chômeurs) et 35,1 % d'inactifs,. En  2018, le taux de chômage communal (au sens du recensement) des 15-64 ans est inférieur à celui de la France et du département, alors qu'en 2008 la situation était inverse.
La commune fait partie de la couronne de l'aire d'attraction de Bédarieux, du fait qu'au moins 15 % des actifs travaillent dans le pôle,. Elle compte 101 emplois en 2018, contre 111 en 2013 et 117 en 2008. Le nombre d'actifs ayant un emploi résidant dans la commune est de 233, soit un indicateur de concentration d'emploi de 43,5 % et un taux d'activité parmi les 15 ans ou plus de 44,6 %.
Sur ces 233 actifs de 15 ans ou plus ayant un emploi, 64 travaillent dans la commune, soit 27 % des habitants. Pour se rendre au travail, 82,2 % des habitants utilisent un véhicule personnel ou de fonction à quatre roues, 3,8 % les transports en commun, 6,4 % s'y rendent en deux-roues, à vélo ou à pied et 7,6 % n'ont pas besoin de transport (travail au domicile).

### Activités hors agriculture

#### Secteurs d'activités
46 établissements sont implantés  à Lunas au 31 décembre 2019. Le tableau ci-dessous en détaille le nombre par secteur d'activité et compare les ratios avec ceux du département,.
| Secteur d'activité                                                                                        | Commune | Commune | Département |
| Secteur d'activité                                                                                        | Nombre  | %       | %           |
| --- | ------- | ------- | ----------- |
| Ensemble                                                                                                  | 46      |         |             |
| Industrie manufacturière, industries extractives et autres                                                | 9       | 19,6 %  | (6,7 %)     |
| Construction                                                                                              | 11      | 23,9 %  | (14,1 %)    |
| Commerce de gros et de détail, transports, hébergement et restauration                                    | 17      | 37 %    | (28 %)      |
| Activités financières et d'assurance                                                                      | 1       | 2,2 %   | (3,2 %)     |
| Activités spécialisées, scientifiques et techniques et activités de services administratifs et de soutien | 5       | 10,9 %  | (17,1 %)    |
| Administration publique, enseignement, santé humaine et action sociale                                    | 2       | 4,3 %   | (14,2 %)    |
| Autres activités de services                                                                              | 1       | 2,2 %   | (8,1 %)     |

Le secteur du commerce de gros et de détail, des transports, de l'hébergement et de la restauration est prépondérant sur la commune puisqu'il représente 37 % du nombre total d'établissements de la commune (17 sur les 46 entreprises implantées  à Lunas), contre 28 % au niveau départemental.

#### Entreprises et commerces
L'entreprise ayant son siège social sur le territoire communal qui génère le plus de chiffre d'affaires en 2020 est : 
- La Base, restauration traditionnelle (199 k€)

### Emploi
En 2011, la population âgée de 15 à 64 ans s'élevait à 404 personnes, parmi lesquelles on comptait 63,9 % d'actifs dont 55,7 % ayant un emploi et 8,2 % de chômeurs. On comptait 116 emplois dans la zone d'emploi, contre 114 en 2006. Le nombre d'actifs ayant un emploi résidant dans la zone d'emploi étant de 226, l'indicateur de concentration d'emploi 29,6 % des actifs travaillent dans la commune.

### Agriculture
La commune est dans le « Soubergues », une petite région agricole occupant le nord-est du département de l'Hérault. En 2020, l'orientation technico-économique de l'agriculture  sur la commune est la polyculture et/ou le polyélevage.
|               | 1988  | 2000  | 2010  | 2020 |
| ------------- | ----- | ----- | ----- | ---- |
| Exploitations | 52    | 28    | 14    | 10   |
| SAU (ha)      | 1 607 | 1 519 | 1 088 | 758  |

Le nombre d'exploitations agricoles en activité et ayant leur siège dans la commune est passé de 52 lors du recensement agricole de 1988  à 28 en 2000 puis à 14 en 2010 et enfin à 10 en 2020, soit une baisse de 81 % en 32 ans. Le même mouvement est observé à l'échelle du département qui a perdu pendant cette période 67 % de ses exploitations,. La surface agricole utilisée sur la commune a également diminué, passant de 1607 ha en 1988 à 758 ha en 2020. Parallèlement la surface agricole utilisée moyenne par exploitation a augmenté, passant de 31 à 76 ha.

### Entreprises et commerces
Au 31 décembre 2012, Lunas comptait 87 établissements dont 31 dans l'agriculture, sylviculture et pêche, 8 dans l'industrie, 10 dans la construction, 30 dans le commerce, transports, services divers, 8 dans l'administration publique, enseignement, santé, action sociale. Elle dispose depuis 2015 d'un parc éolien de sept mâts installé par Valeco malgré divers recours en justice.

## Culture locale et patrimoine

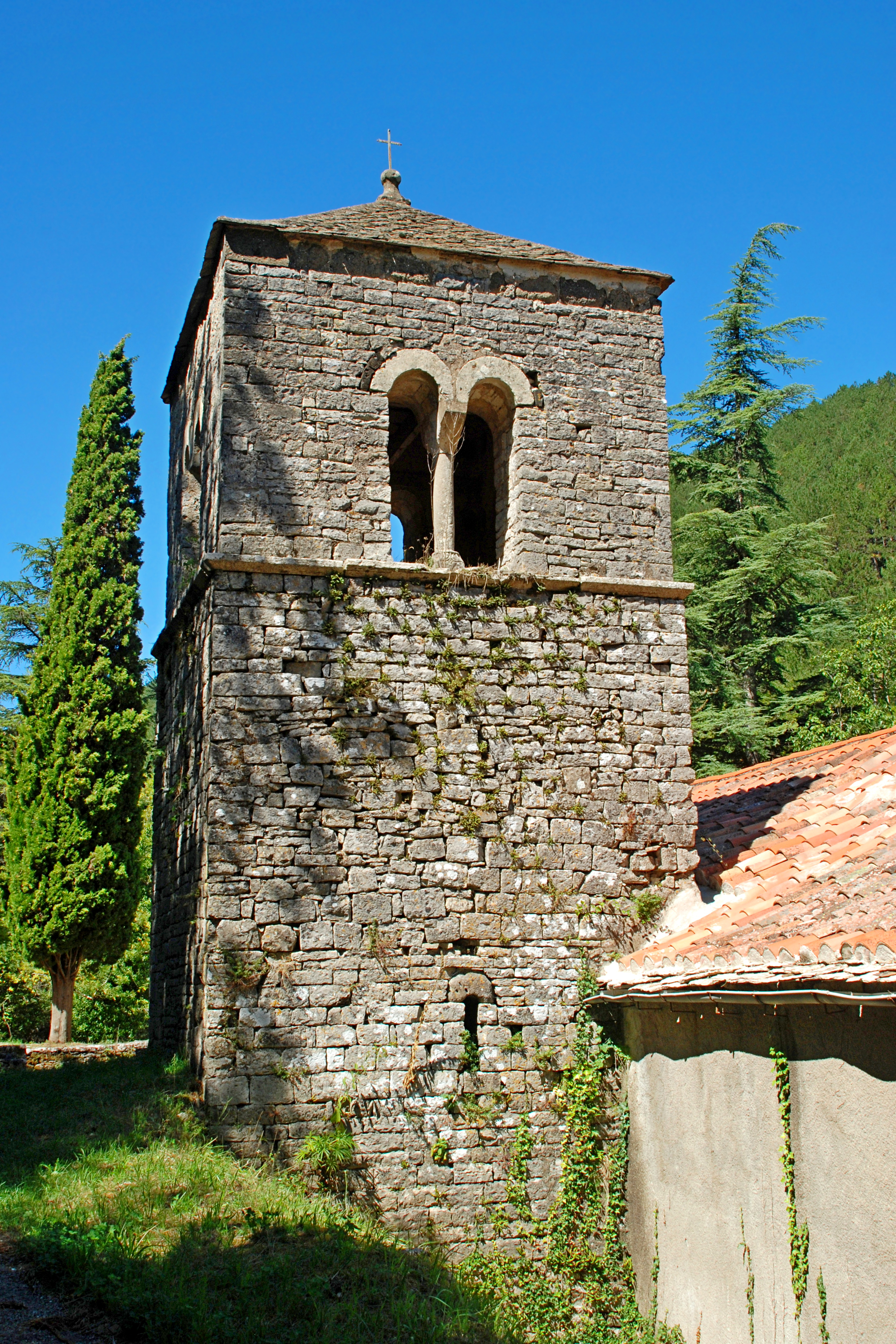
Chapelle Notre-Dame-de-Nize.

### Lieux et monuments
- Chapelle préromane Saint-Georges  (IXe siècle-Xe siècle). Les vestiges ont été classés au titre des monuments historiques en 1997[43].
- Église Saint-Saturnin de Caunas. L'édifice est référencé dans la base Mérimée et à l'Inventaire général Région Occitanie[44].
- Chapelle Saint-Nicolas (ruines) du (XIe siècle) ;
- Église romane Saint-Pancrace de Lunas (XIIe siècle). L'édifice a été inscrit au titre des monuments historiques en 2001[45].
- Chapelle Notre-Dame-de-Nize (clocher roman et nef du XIIe siècle). L'édifice a été inscrit au titre des monuments historiques en 2001[46].
- Chapelle Saint-Amans  de Lunas ;
- Château construit au XVIIe siècle par Henri de Narbonne, le château précédent ayant dû être détruit en application de l'édit de grâce d'Alès.

### Personnalités liées à la commune
- Antoine Louis François Viel de Lunas d'Espeuilles (1761-1836), marquis de Lunas.
- Hippolyte Charamaule (1794-1886, Avocat, Député de l'Hérault (1831-1837; 1839-1842; 1848-1851)… voir Histoire d'un Crime de Victor Hugo ;
- Max Fourestier (1907-1986).